# Введенская церковь (Зренянин)
Введенская церковь в Граднулице (серб. Црква Светог Ваведења у Граднулици), также известна как Граднулицкая церковь (серб. Граднуличка црква/Gradnulička crkva) — православный храм Банатской епархии Сербской православной церкви в городе Зренянине в Воеводине. Памятник культуры Сербии большого значения.
Согласно легенде, на этом месте в конце XVI — начале XVII века располагался монастырь, одним из известных насельников которого был монах Рафаил из Хиландара. Его могила стала местом паломничества. В XVIII веке над ней была построена часовня.
Современная церковь была построена в 1777 году в селе Граднулица (сейчас часть Зренянина) и представляет однонефное строение в барочно-классицистическом стиле с полукруглой апсидой. Над западной частью фасада возвышается высокая колокольня.
Иконостас расписан в 1816—1819 годах. Работы над ним проводили Арсений Тодорович и Григорий Ранисавлев. В 1914 году стены наоса и алтаря были расписаны художником Стеваном Алексичем.
С южной стороны храма расположена часовня Преподобного Рафаила Банатского, представляющая собой многоугольное кирпичное здание с пирамидальной крышей. В ней хранятся мощи этого святого.

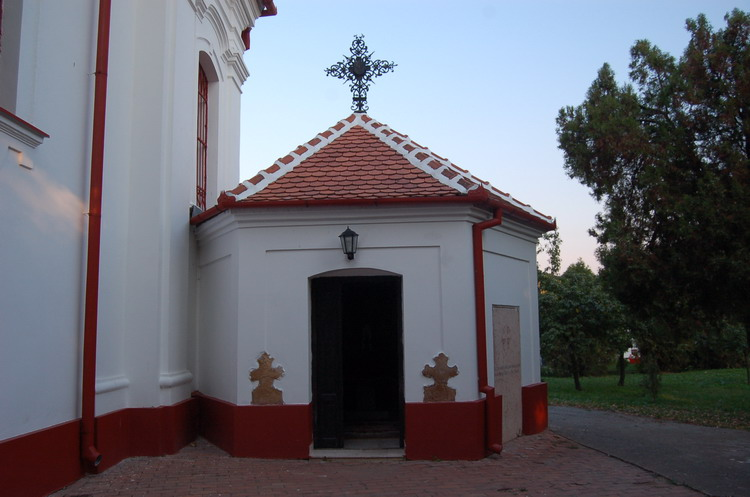
Часовня Рафаила Банатского